# Фрідріх Фердинанд Шлезвіг-Гольштейн-Зондербург-Глюксбурзький
Принц Фрідріх Фердинанд Карл Ернст Август Вільгельм Гарольд Казімір Ніколаус Шлезвіг-Гольштейн-Зондербург-Глюксбурзький (нім. Friedrich Ferdinand Carl Ernst August Wilhelm Harold Casimir Nikolaus Prinz zu Schleswig-Holstein-Sonderburg-Glücksburg; 14 травня 1913, Гота — 31 травня 1989, замок Глюксбург) — німецький офіцер, оберст генштабу вермахту (20 квітня 1945) і резерву бундесверу (1959). Кавалер Лицарського хреста Залізного хреста.

## Біографія
Син принца Альбрехта Шлезвіг-Гольштейн-Зондербург-Глюксбурзького і його дружини Ортруди, уродженої графині Ізенбург-Бюдінґен-Мерхольцької.
В 1932 році поступив на службу в рейхсвер. З 1 липня 1938 року — командир 3-го важкого моторизованого ескадрону 31-го розвідувального дивізіону. Учасник Польської і Французької кампаній та німецько-радянської війни. У вересні 1941 року переведений в генштаб військового командувача в Сербії, до листопада 1942 року був командиром ескадрильї розвідувальної ескадри люфтваффе. В лютому 1943 року переведений в Хорватію першим офіцером генштабу 117-ї єгерської дивізії, потім — в штаб 3-ї танкової дивізії. Учасник боїв біля Харкова і Міуса. З серпні 1943 по лютий 1944 року навчався у військовій академії в Гіршбергу. З лютого 1944 року служив у командуванні 84-го армійського корпусу, з червня — в генштабі 7-ї армії, з вересня — в генштабі 116-ї танкової дивізії. З листопада 1944 по січень 1945 року проходив курс командира полку в Берген-Бельзені і був призначений командиром 40-го танково-гренадерського полку 17-ї танкової дивізії. Потрапив у радянський полон, але зміг втекти і потрапив у американський полон. В червні 1945 року звільнений. 
В 1946-47 роках виступав свідком на Нюрнберзьких процесах. Керував активами великого герцога Фрідріха Франца IV Мекленбурзького і принца Генріха Прусського. В 1947-74 роках — голова консультативної ради бременського банку Martens & Weyhausen, потім до 1979 року — член контрольної ради. З 1971 року — президент союзу Киффгойзера. В 1987 році разом із Гельмутом Рісом заснував Історичне товариство Глюксбурга, яке оберігає істрію замку, міста і району Глюксбург, а також історію Шлезвіг-Гольштейну.

## Нагороди
- Медаль «За вислугу років у Вермахті» 4-го класу (4 роки)
- Залізний хрест 2-го і 1-го класу
- Нагрудний знак «За участь у загальних штурмових атаках»
- Нагрудний знак «За танкову атаку» в бронзі
- Штурмовий піхотний знак (Болгарія)
- Військовий орден Залізного трилисника 2-го класу (Хорватія)
- Орден Корони короля Звоніміра з дубовим листям і військовою відзнакою (Хорватія)
- Нагрудний знак «За поранення» в сріблі
- Почесна застібка на орденську стрічку для Сухопутних військ
- Лицарський хрест Залізного хреста (22 лютого 1945)
- Медаль барона фом Штайна
- Орден «За заслуги перед Федеративною Республікою Німеччина»
  - офіцерський хрест (1969)
  - командорський хрест (1979)
- Почесний президент союзу Киффгойзера (1979)
- Почесний громадянин міста Глюксбург (24 квітня 1982)
- Почесний начальник пожежної охорони
- Почесний член Глюксбурзької гвардії Фрідріха
- Почесний член стрілецьких гільдій Кіля і Вільстера
- Велика золота медаль заслуг Німецьких пожежних частин
- Почесний хрест Європейської конференції цивільної авіації